# De rammelende rally
De rammelende rally is het vierenveertigste verhaal uit de stripreeks van Suske en Wiske. Het werd in 1958 geschreven door Willy Vandersteen in samenwerking met Karel Verschuere. 
Dit verhaal was een speciale uitgave in de serie.  Het werd geschreven in opdracht van de Toeristische Federatie van de provincie Antwerpen. Het werd niet, zoals gebruikelijk, voorgepubliceerd in de Belgische en Nederlandse kranten. Het is ook nooit opgenomen in de Vlaamse of Hollandse ongekleurde reeks noch in de latere voortzetting hiervan, de Vierkleurenreeks.
De eerste albumuitgave was in 1958, destijds in een klein formaat en met groene kaft. In 1973 verscheen het verhaal in licht aangepaste vorm opnieuw in het Suske en Wiske Vakantieboek, samen met Het vliegende hart dat op dat moment ook nog niet in de hoofdreeks was opgenomen. In 1974 volgde een deels hertekende heruitgave met donkergele kaft.
Dit was tevens het eerste Suske en Wiske-verhaal dat speciaal werd geschreven als promotie in opdracht van een bedrijf of instelling, zonder dat het in de reguliere hoofdreeks werd opgenomen. Later zijn er veel meer van dit soort verhalen gemaakt..

## Locaties
- Provincie Antwerpen, de Kempen en Voorkempen
- Antwerpen met de Grote Markt en Stadhuis, het Museum voor Schone Kunsten, de Zandvlietsluis, Onze Lieve Vrouwekathedraal, haven (met rondvaarten), parken, Antwerpse Zoo, Vleeshuis, Rubenshuis, Sint-Pauluskerk, Sint-Jacobuskerk, Sint-Carolus Borromeuskerk, Maagdenhuis, museum Mayer van den Bergh, Sint-Augustinuskerk, Rockoxhuis, Brouwershuis, Plantin-Moretusmuseum, Volkskundemuseum, museum Smidt van Gelder,
- Merksem met de Sint-Bartholomeuskerk en het Hof van Roosendaal
- Lillo met de Schelde, polder- en zeemuseum
- Ekeren met  kasteel Velwijck
- Berendrecht met het 't Reigershof
- Kalmthout met de Kalmthoutse heide[2], de duinen en het Arboretum Kalmthout
- Brecht
- Hoogstraten met het Gemeentehuis en de Sint-Catharinakerk
- Weelde
- Ravels
- Arendonk
- Oud-Turnhout en Turnhout met priorij van Corsendonk, kasteel, Begijnhofhoekje, Stadhuis, Sint-Pieterskerk, Taxandriamuseum en garage
- Oostmalle met Sint-Laurentiuskerk
- Westmalle (plaats) Abdij van Westmalle (Trappisten) met Westmalle (bier)
- Zoersel met Zoerselhof
- Wechelderzande met kerk
- Lichtaart met "Holle Weg"
- Kasterlee met molen
- Retie met zwembaden
- Postel met abdij van Postel (Norbertijnen)
- Mol met Sint Pieter- en Pauwelkerk met Torenmuseum, eethuis, Atoomcentrum (Studiecentrum voor Kernenergie (SCK)), Zilvermeer, hoeve te Geel
- Hoboken
- Hemiksem
- Aartselaar met kasteel van Cleydael
- Schelle
- Niel[3]
- Rupelstreek
- Boom met Rupel (rivier)
- Ruisbroek met steenbakkerij
- Hingene met kasteel
- Bornem met standbeeld Boerenkrijg
- Weert met de Dijk
- Mariekerke met kerk
- Sint-Amands met graftombe Emile Verhaeren
- Breendonk
- Willebroek
- Mechelen met Sint-Romboutskathedraal, Brusselpoort, oud paleis van de Grote Raad (met lakenhal en belfort), refugie van de abdij van Sint-Tuiden
- Bonheiden
- Rijmenam
- Putte met kerk
- Duffel met kapel van Goeden Wil
- Lier (Poort der Kempen) met Stadhuis met belfort, Begijnhofpoort, Vleeshof, Sint-Gummaruskerk, Zimmertoren en Gevangenenpoort
- Neteland met Grote Nete en Kleine Nete (rivieren) en Gestelhof
- Emblem
- Nijlen
- Bevel
- Gestel met kasteel Rameyen
- Heist-op-den-Berg met uitkijktoren met zicht op Berlaar, Itegem, Hallaar, Booischot en Hulshout
- Westerlo met kasteel de Merode
- Tongerlo met abdij
- Eindhout
- Meerhout met Monnikenhoeve
- Olmen met de watermolen
- Balen
- Geel met Sint-Amandskerk, Sint-Dimpnakerk, Openbaar Psychiatrisch Ziekenhuis, Britse begraafplaats, windmolen
- Herentals met Sint-Waldetrudiskerk, Lakenhalle met Belforttoren, het monument van de Boerenkrijg op de Grote Markt, Toeristentoren, vogelreservaat "Snepkensvijver"
- Olen met Union Minière
- Noorderwijk
- Herenthout met kasteel van Herlaar
- Bouwel met Onze-Lieve-Vrouwekerk
- Grobbendonk met watermolen (diamantgemeente)
- Massenhoven
- Broechem met kasteel Bossenstein
- Ranst met kasteel Doggenhout
- Wommelgem met kasteel van Selsaeten
- Hove met Sint-Laurentiuskerk
- Mortsel met Agfa-Gevaertfabrieken
- Vorselaar met kasteel
- Halle met dennenbossen
- Schilde met villa's
- Wijnegem met Pulhof
- 's Gravenwezel met het kasteel
- Sint-Job-in-'t-Goor met de Vraagheide
- Brasschaat met Gemeentepark de Mik
- Schoten met kasteel Calixberghe
- Deurne met Sterckshof

## Personages
- Suske, Wiske, tante Sidonia, Lambik, Jerom, automonteur, man op skooter, bewaker Atoomcentrum, broeders Psychiatrisch Ziekenhuis, voorzitter jury, agenten, publiek en andere deelnemers van de rally.

## Het verhaal
Na een bezoek aan het Museum voor Schone Kunsten in Antwerpen leest tante Sidonia in de krant over een rally voor ouderwetse auto's. De tocht gaat door de provincie Antwerpen en de deelnemers moeten foto's van toeristische bezienswaardigheden maken. Op de Grote Markt start de "Grote Rally der Rammelkarren" en Suske, Wiske en tante Sidonia strijden tegen Lambik en Jerom. De tocht gaat langs verschillende plaatsen waar foto's genomen moeten worden en Jerom en Lambik blijven even kijken bij het "ganzenrijden" in Berendrecht. Doordat ze naar reigers in het Reigersbos kijken, rijden Jerom en Lambik in een schorre. In Arendonk horen Lambik en Jerom dat er nog maar één andere auto meedoet aan de rally, de rest is al uitgevallen. Maar het zijn Suske, Wiske en tante Sidonia en ze zijn al voorop richting Mol, het keerpunt in de rally.
Jerom en Lambik gaan weer snel verder en komen door een gebied met dennenbossen, duinen en zandheuvels. Overal zijn hotels en pensions en ze maken vele foto's van mooie gebouwen en plaatsen. In Mol botsen Jerom en Lambik op de auto van Suske, Wiske en tante Sidonia en de vrienden besluiten iets te gaan eten. De vrienden vertellen elkaar wat ze op hun reis hebben gezien. De auto's zijn gerepareerd en de vrienden willen weer op weg gaan, maar ontdekken dat hun toegangsbewijzen voor het Atoomcentrum in Mol zijn gestolen. Een vreemde man weet ook nog de camera van Lambik in handen te krijgen en de vrienden zetten de achtervolging in. De vreemde man komt aan bij het Atoomcentrum en wordt na zijn vreemde verhaal door de portier naar binnen gelokt. Lambik en Jerom komen ook bij het Atoomcentrum aan en Lambik wordt door twee verplegers, die zijn opgeroepen door de bewaker, meegenomen.
De bewaker ziet dat de verkeerde man wordt meegenomen naar het Psychiatrisch Ziekenhuis en waarschuwt Suske, Wiske en tante Sidonia. De gekke man kan ontsnappen gaat ervandoor in de auto van Lambik en Jerom, maar hij komt niet ver door toedoen van Jerom. De situatie wordt uitgelegd, Lambik wordt vrijgelaten door de verplegers en de vreemde man wordt door hen meegenomen. De vrienden bezoeken nog een Gildenfeest en enkele bezienswaardigheden. Dan zetten beide teams de terugtocht in, na Herentals splitsen hun wegen opnieuw. Ze komen langs veel plaatsen en zien weer veel mooie gebouwen. De beide teams komen tegelijk aan op de Grote Markt in Antwerpen en botsen opnieuw tegen elkaar. De jury heeft unaniem besloten de eerste prijs aan beide teams uit te reiken en de vrienden raden nog aan de provincie Antwerpen te bezoeken.

## Achtergronden bij het verhaal
Een soortgelijk verhaal werd geschreven voor de VVV van Noord-Brabant, de vrienden racen door die omgeving in De vliegende klomp.